# Estoril Open 2004
Estoril Open 2004 — тенісний турнір, що проходив на відкритих кортах з ґрунтовим покриттям Estoril Court Central в Оейраші (Португалія). Належав до серії International в рамках Туру ATP 2004, а також до серії Tier IV в рамках Туру WTA 2004. Відбувсь уп'ятнадцяте серед чоловіків (увосьме серед жінок) і тривав з 12 до 18 квітня 2004 року. Хуан Ігнасіо Чела і Емілі Луа здобули титул в одиночному розряді.

## Фінальна частина

### Одиночний розряд, чоловіки
Хуан Ігнасіо Чела —  Марат Сафін 6–7(2–7), 6–3, 6–3 
- Для Чели це був 2-й титул за сезон і 4-й - за кар'єру.

### Одиночний розряд, жінки
Емілі Луа —  Івета Бенешова 7–5, 7–6(7–1) 
- Для Луа це був 3-й титул за сезон і 10-й — за кар'єру.

### Парний розряд, чоловіки
Хуан Ігнасіо Чела /  Гастон Гаудіо —  Франтішек Чермак /  Леош Фридль 6–2, 6–1
- Для Чели це був 3-й титул за сезон і 5-й - за кар'єру. Для Гаудіо це був 2-й титул за сезон і 4-й - за кар'єру.

### Парний розряд, жінки
Еммануель Гальярді /  Жанетта Гусарова —  Olga Blahotova /  Габріела Навратілова 6–3, 6–2
- Для Гальярді це був 1-й титул за рік і 1-й — за кар'єру. Для Гусарової це був 2-й титул за сезон і 17-й — за кар'єру.